# Wardsville
Wardsville es una villa ubicada en el condado de Cole en el estado estadounidense de Misuri. En el Censo de 2010 tenía una población de 1506 habitantes y una densidad poblacional de 167,52 personas por km².

## Geografía
Wardsville se encuentra ubicada en las coordenadas 38°29′34″N 92°10′45″O / 38.49278, -92.17917. Según la Oficina del Censo de los Estados Unidos, Wardsville tiene una superficie total de 8.99 km², de la cual 8.99 km² corresponden a tierra firme y (0.03%) 0 km² es agua.

## Demografía
Según el censo de 2010, había 1506 personas residiendo en Wardsville. La densidad de población era de 167,52 hab./km². De los 1506 habitantes, Wardsville estaba compuesto por el 97.68% blancos, el 0.6% eran afroamericanos, el 0.33% eran amerindios, el 0.27% eran asiáticos, el 0.33% eran isleños del Pacífico, el 0% eran de otras razas y el 0.8% pertenecían a dos o más razas. Del total de la población el 0.46% eran hispanos o latinos de cualquier raza.